# 남다파날다람쥐
남다파날다람쥐(Biswamoyopterus biswasi)는 다람쥐과에 속하는 설치류의 일종이다. 수상성, 야행성 날다람쥐로 인도 북동부 지역의 토착종이다. 1981년 남다파 국립공원에서 수집된 단일 표본으로 처음 알려졌다. 2013년 라오큰날다람쥐가 기재되기 전에는 남다파날다람쥐속의 유일종이었다. 개체수 추정치가 알려져 있지 않지만,알려진 서식지는 키 큰 철력목 정글이고 인도 북동부 지역의 나 디힝 강(특히, 파트카이 분포 지역 서부 경사면) 유역의 구릉 지대 경사면에서도 발견된다.